# Oleksandr Schulhyn
Oleksandr Jakowytsch Schulhyn (* 18. Julijul. / 30. Juli 1889greg. in Sofyne, Gouvernement Poltawa, Russisches Kaiserreich; † 4. März 1960 in Paris, Frankreich) war ein ukrainischer Historiker, Politiker und Exilpolitiker. Nach der Proklamation der Unabhängigkeit der Ukrainischen Volksrepublik war er vom 17. Juli 1917 bis zum 31. Januar 1918 deren Außenminister.

## Leben
Oleksandr Schulhyn kam als Sohn des Historikers, Pädagogen sowie Sozial- und Kulturaktivisten Jakiw Schulhyn (1851–1911) in der heutigen ukrainischen Oblast Poltawa zur Welt. Sein Studium der Geschichte und Philosophie absolvierte er 1908 bis 1915 an der Universität in Sankt Petersburg, wo er nach seinem Studium politisch aktiv und Mitglied des Zentralkomitees der ukrainischen Demokratischen Radikalen Partei (UDRP) sowie Delegierter des Sowjets der Arbeiter- und Soldatendeputierten wurde.
Nach der Februarrevolution 1917 zog er nach Kiew und wurde dort zum Mitglied der Zentralna Rada gewählt.
Von Juli 1917 bis 30. Januar 1918 war er als Generalsekretär für die nationalen und später internationalen Angelegenheiten (Außenminister) tätig.
In seine Amtszeit fiel sowohl die Anerkennung der Ukrainischen Volksrepublik durch Großbritannien und Frankreich als auch der Beginn der Friedensverhandlungen von Brest-Litowsk mit den Mittelmächten.
Während des Ukrainischen Staats unter Hetmanat Pawlo Skoropadskyj war er Mitarbeiter des Außenministeriums und von Juli bis Dezember 1918 ukrainischer Botschafter in Bulgarien. 1919 war er als ukrainischer Delegierter bei der Pariser Friedenskonferenz und 1920 war er Leiter der ukrainischen Delegation der ersten Versammlung des Völkerbundes in Genf. Ab 1921 leitete er die Auslandsvertretung der Ukrainischen Nationalen Republik (Ukrainska Narodnia Respublika – UNR) in Paris. Zwischen 1923 und 1927 war Schulhyn als Professor an der Ukrainischen Freien Universität und des Ukrainischen Pädagogischen Instituts in Prag beschäftigt. Von 1926 bis 1936 war er Außenminister der Exilregierung der UNR (erneut 1939/40 sowie 1945/46). 1927 zog er nach Paris und leitete dort zwischen 1929 und 1939 den Auswanderungsrat und 1939/40 die Exilregierung der UNR. Zudem war er Mitherausgeber der Wochenzeitung Trysub. Nach dem Zweiten Weltkrieg gründete er 1946 in Paris die Ukrainische Akademie der Wissenschaften, die er auch bis 1960 leitete. Außerdem war er zwischen 1948 und 1952 der ukrainische Vertreter der Internationalen Flüchtlingsorganisation und von 1952 bis 1960 Vizepräsident der Internationalen Freien Akademie der Künste und Wissenschaften.
Schulhyn schrieb zahlreiche Artikel über den ukrainischen Unabhängigkeitskampf von 1917 bis 1920 und über die Arbeit der Exilregierung der UNR.